# Гарден Сити (Алабама)
Гарден Сити (енгл. Garden City) град је у америчкој савезној држави Алабама. По попису становништва из 2010. у њему је живело 492 становника.

## Демографија
Према попису становништва из 2010. у граду је живело 492 становника, што је 72 (12,8%) становника мање него 2000. године.
| Група             | 2000.       | 2010.       |
| Белци             | 558 (98,9%) | 481 (97,8%) |
| Афроамериканци    | 0 (0,0%)    | 1 (0,2%)    |
| Азијати           | 0 (0,0%)    | 0 (0,0%)    |
| Хиспаноамериканци | 5 (0,9%)    | 2 (0,4%)    |
| Укупно            | 564         | 492         |